# Juan Luis Alvarado
Juan Luis Alvarado fue un político y abogado argentino, perteneciente a la Unión Cívica Radical y a FORJA, que ocupó el cargo de Gobernador de San Juan entre el 26 de junio de 1946 y hasta su renuncia el 12 de febrero de 1947 tras nueve meses, siendo su sucesor Eloy Camus, dejando el poder en Godoy- Tras ello el presidente Juan Domingo Perón envió un delegado a la provincia.

## Trayectoria
Si bien nació en la provincia de San Juan, se encontraba radicado desde joven en Buenos Aires, donde conoció a Arturo Jauretche, a cuyos ideales adhirió dentro de FORJA. Pese a ello, fue elegido Gobernador de San Juan junto con Ruperto Godoy, perteneciente a la democracia progresista, de vicegobernador por el Partido Justicialista. Las relaciones entre Alvarado y Godoy, quien hizo de su base política la legislatura, no eran buenas y se vio limitado en su gestión por la oposición de éste. Pese a ello, logró imponer como candidatos a dos Senadores Nacional: Oscar Tascheret y Pablo A. Ramella. La provincia aún se encontraba en reconstrucción por los daños causados por el terremoto de 1944. En la legislatura logró llevar adelante avanzadas leyes de trabajo, un sistema de impuestos progresivos. En febrero se llevaron a cabo elecciones que en el orden nacional dieron como ganador a Juan Domingo perón, en la provincia ganó el binomio Juan Luis Alvarado - Ruperto Godoy representantes de la fórmula de gobernador y vice por el Partido Laboristas derrotando a los bloquistas, los radicales y al Partido Demócrata. Dicto un nuevo código civil para la provincia que reconocía derechos de segunda generación, avanzadas leyes de trabajo, durante su gobierno fijo un sistema de impuestos progresivo, una red caminera con el fin de poblar el territorio, parques populares, planes de vivienda para trabajadores.
Impulsó el desarrollo de la educación técnica y la formación de institutos docentes. Fomento la técnificación de los viñeros, la apertura de nuevas bodegas, la construcción de  caminos, y viviendas obreras.Durante su gobernación se crea la Facultad de Ingeniería, Ciencias Exactas y Natural dependiente de la U.N. Cuyo y el Consejo de Protección de la Producción Agrícola. Presenta la renuncia el 12 de febrero de 1947.